# Frank Baldwin

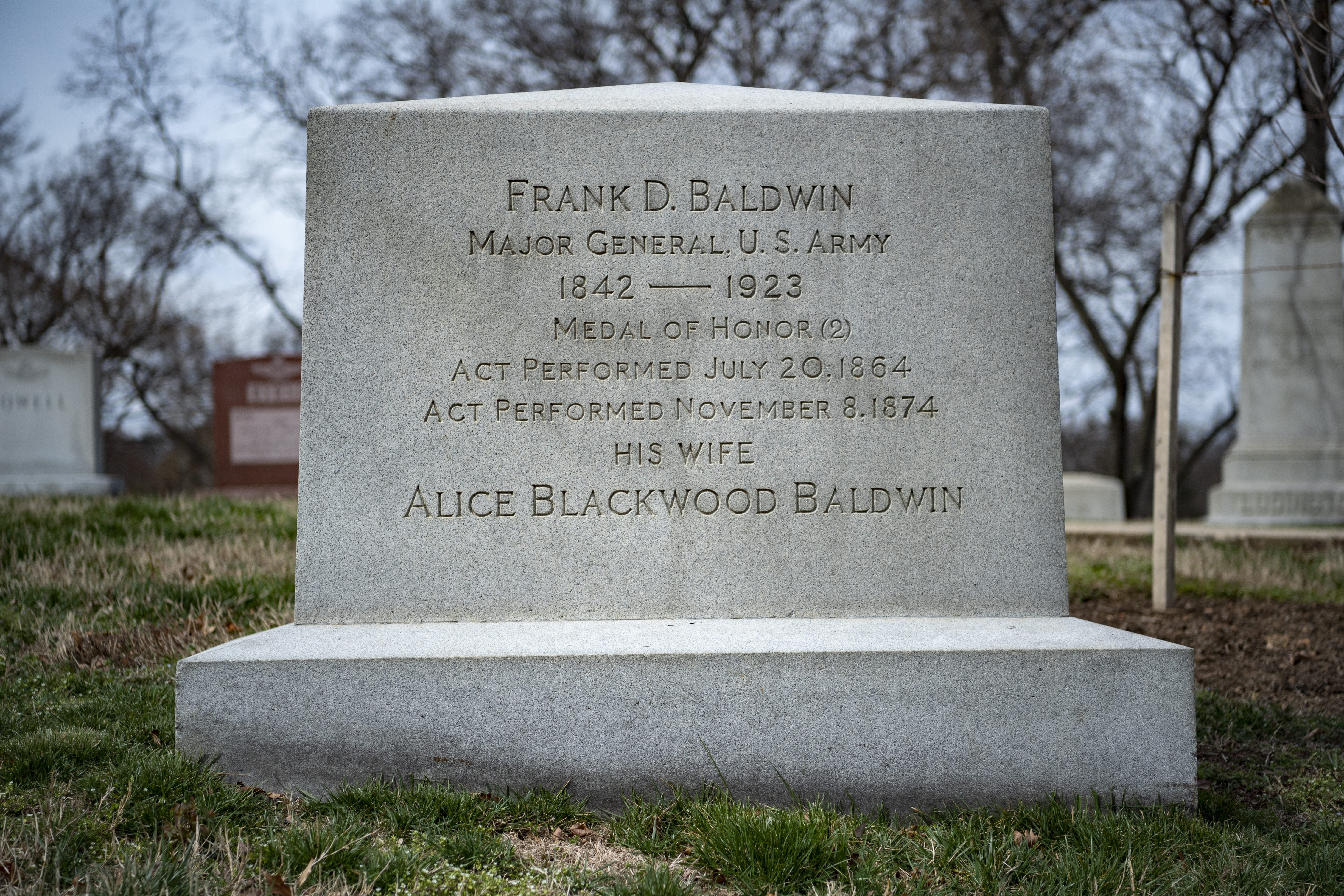

Frank Dwight Baldwin, né le 26 juin 1842 à Manchester, dans le Michigan, et mort le 22 avril 1923 à Denver, est un soldat de l’United States Army. Il est l’un des soldats de cette armée le plus décoré du XIXe siècle et est le premier à avoir reçu à deux reprises la Medal of Honor dans deux guerres différentes.

## Biographie
Frank Dwight Baldwin naît le 26 juin 1842 à Manchester dans l’État du Michigan aux États-Unis d’Amérique. Il intègre en 1861 la Michigan Horse Guard en tant que Second Lieutenant, puis devient first lieutenant dans le 19th Michigan Infantry, avec lequel il participe à la guerre de Sécession. Il est fait prisonnier le 5 mars 1863 pendant la bataille de Thompson's Station et enfermé à la Libby Prison, près de Richmond. Libéré lors d’un échange de prisonniers peu de temps après, il participe à la bataille de la Peachtree Creek le 12 juillet 1864. Pendant le combat, il mène avec succès une contre attaque, puis, s’enfonçant seul dans les lignes confédérées, il capture deux officiers et la bannière d’un régiment de Géorgie. Ces actes lui valent la Medal of Honor, bien qu’elle ne lui sera remise que près de trente ans plus tard, en 1891.
À la fin de la guerre, il reçoit une commission de second lieutenant dans le 19th Infantry en février 1866 puis est transféré en septembre dans le 37th Infantry avec lequel il garde la frontière du Kansas dans les années qui suivent. Il est une nouvelle fois transféré en 1869, cette fois au 5th Infantry, dans lequel il dirige les éclaireurs du colonel Nelson Miles. Il se fait à nouveau remarquer pour son courage pendant une escarmouche le 30 août 1874, ce qui lui vaut une promotion au rang de capitaine.
En octobre 1874, il dirige le 5th Infantry dans une attaque surprise contre une armée cheyenne largement supérieure, qui réussit et permet de libérer deux jeunes filles enlevées par les autochtones. En récompense il est une nouvelle fois promu et recevra plus tard, le 27 novembre 1894, une deuxième Medal of Honor.
Dans les mois qui suivent, il participe aux combats contre Sitting Bull, dirigeant une force qui détruit son camp le 18 décembre 1876, et Crazy Horse, qu’il affronte en janvier 1877. Ces succès lui valent deux nouvelles promotions. Toutes ces promotions furent néanmoins réexaminée dans les années 1890 à la demande du président Grover Cleveland, du fait des nombreux abus qui avaient cours dans l’armée. Pour Baldwin, l’examen résulte en une promotion au rang de major, qui est effective en 1898. Il est ensuite promu lieutenant-colonel en décembre 1899 puis colonel en juillet 1901. Il est ensuite nommé Brigadier General en juin 1902 pour ses actions pendant la guerre américano-philippine puis enfin major général peu de temps avant sa retraite en 1906. Il meurt à Denver le 22 avril 1923 et est enterré au cimetière national d’Arlington

## Décorations
- Medal of Honor (2x) ;
- Civil War Campaign Medal ;
- Indian Campaign Medal ;
- Spanish Campaign Medal ;
- Philippine Campaign Medal.